# Jacek Rybczyński (koszykarz)
Jacek Rybczyński (ur. 21 września 1970 w Pruszkowie) – polski koszykarz występujący na pozycjach rozgrywającego lub rzucającego obrońcy, multimedalista mistrzostw Polski, po zakończeniu kariery zawodniczej – trener koszykówki, obecnie trener żeńskiego zespołu Panattoni Europe Lider Pruszków.
W całej karierze rozegrał 513 meczów, zdobywając 4928 punktów (średnio 9,6). W najwyższej klasie rozgrywkowej zanotował 1258 punktów w trakcie 204 spotkań (6,1), w I lidze zanotował odpowiednio - 3670 w 309 (11,8). W barwach klubów z Pruszkowa rozegrał 315 gier (139 w ekstraklasie). W ekstraklasie zdobył 887 punktów (średnia 6,3) i 2245 w I lidze (12,7).

## Osiągnięcia
Drużynowe
- Mistrz Polski (1995, 1997)
- Wicemistrz Polski (1998)
- Zdobywca Pucharu Polski (1998, 1999)
- Finalista Pucharu Polski (1995)
- Awans do najwyższej klasy rozgrywkowej PLK (1993, 2000, 2004)
- Uczestnik rozgrywek:
  - Klubowego Pucharu Europy (1995/1996 – I runda)
  - pucharu:
    - Koracia (1994/1995 – II runda, 1996/1997 – Final 4[1])
    - Saporty (1997–1999 – 1/16 finału)

Trenerskie
- Awans do:
  - PLKK (2009)
  - I ligi kobiet (2015)[2]
- Trener roku grupy A I ligi kobiet (2020, 2022)[3][4]